# Selevkija Pierija
Selevkija v Pieriji (grško Σελεύκεια ἐν Πιερίᾳ), kasneje preimenovana v Suedijo, je bila v antiki najpomembnejše pristaniško mesto Antiohije na Orontu. Bila je približno 32 km od tega kraja ob morju severno od ustja Oronta, blizu sodobne vasi Çevlik. Današnje ime Selevkije je Samandag.  
Po Pavzaniju in Malalasu je bila zgrajena na mestu prejšnjega  Palaeopolisa (Staro mesto). Selevkija, Apameja, Laodikeja in Antiohija so tvorile sirski tetrapolis. 
|

## Zgodovina

### Selevkidsko obdobje
Selevkijo Pierijo je okoli leta 300 pr. n. št. ustanovil Selevk I. Nikator, eden od naslednikov makedonskega osvajalca Aleksandra Velikega in ustanovitelj Selevkidskega cesarstva. Makedonci so mesto poimenovali Pierija po pokrajini v njihovi domovini med morjem in Olimpom.
Ko je bil Selevk I. umorjen na poti v Makedonijo leta 281 pr. n. št., je njegov sin Antioh I. njegov pepel zakopal v Selevkiji v zgradbi, imenovani Nikatoreion. 
Mesto je imelo pomembno vlogo v bojih med Selevkidi in Ptolemajci. Mesto je leta 246 pr. n. št. Zasedel Ptolemaj III. Everget. Mesto je do leta 219 pr. n. št., ko ga je zasedel Selevkid Antioh III. Veliki, večkrat zamenjalo gospodarja. Mesto je nato dobilo svobodo in jo obdržalo do konca rimske okupacije. Dolgo časa je uživalo tudi pravico do kovanja denarja.

### Rimsko obdobje
Pomen Selevkije je sčasoma močno narasel, kar je pod Dioklecijanom in Konstancijem Klorom zahtevalo večkratno razširitev njenih pristanišč. Pristanišči, imenovani notranje in zunanje, sta občasno služili tudi rimski mornarici. Večina današnjih zgradb  je iz rimskega obdobja. 

### Bizantinsko obdobje
V bizantinskem obdobju je mesto neprestano propadalo. Proces je še pospešilo zamuljenje pristanišč. Borbo z muljem so v 5. stoletju dokončno opustili. Mesto je zelo prizadel potres leta 526. 

### Islamsko obdobje
Selevkijo so okoli leta 540 zasedli Sasanidi. Mesto ni  nikoli več postalo pristanišče, omajadski kalif al-Valid I. (vladal 705–715) pa je v njem zgradil trdnjavo.

## Krščanska Selevkija
Mesto je bilo zgodaj pokristjanjeno. Iz njenega pristanišča sta izplula sv. Pavel leta 45 in sv. Barnaba na svoji prvi misijonski potovanji, kot je opisano v Svetem pismu (Apd 13,4). Na koncu svojega potovanja je Pavel pristal v Selevkiji, od koder je odšel v Antiohijo (Apd 14,26). Na svojem drugem potovanju je Selevkijo obšel (Apd 15,40-41), na povratku pa je pristal prav v njej (Apd 18,22). Skoznjo je šel tudi na svojem tretjem potovanju (Apd 12,25-26). 
Najstarejši znani škof je bil Zenobij, prisoten na koncilu v Niceji leta 325. Drugi znani škofi so bili Evzebij, Arijec in Bizus v 4. stoletju. Omenjenih je še dvanajst drugih škofov (Oriens Christianus, II, 777–780). V 6. stoletju Notitia Episcopatuum iz Antiohije omenja Selevkijo Pierijo kot avtokefalno nadškofijo, sufragana Antiohije (Échos d'Orient, X 144). Škofija je obstajala do 10. Stoletja. Znane so tudi njene meje (Échos d'Orient, X, 97).  
Seleucia Pieria je bila škofija grškega pravoslavnega patriarhata Antiohija sirske (miafizitske) pravoslavne cerkve, ki je v 8. in 9. stoletju n. št. imenovala mestne škofe, od katerih so znani trije. Zadnji znani sirski pravoslavni škof Selevkije je bil Ahron (847/874), omenjen v seznamih Mihaela Sirskega. V okolici Selevkije so od 11. do 13. stoletja obstajale tudi gruzijske samostanske ustanove.
Mesto je kot Seleuciensis Pierius še vedno naslovni sedež Rimskokatolišle cerkve. Mesto škofa je po smrti zadnjega škofa leta 1980 ostalo prazno.

### Ohranjeni deli mesta
Gornje mesto z obsegom okoli 13 km je še vedno prepoznavno. Spodnje mesto je manjše od Gornjega in je bilo bolj gosto poseljeno. Med ruševinami so prepoznavni nekropola, amfiteater, citadela, tempelj, nekaj namakalnih naprav in nekaj utrdb. 
Najzanimivejši del mesta je 1350–1400 m dolg sistem predorov/kanalov, zgrajen v rimskih časih. Domneva se, da so ga izkopali, da bi preusmerili bližnjo reko in preprečili, da bi se pristanišče s časom zamuljilo. Drug mogoč razlog je zmanjšanje nevarnosti poplav med močnimi zimskimi deževji. Gradnja se je začela v času cesarja Vespazijana (69–79 n. št.) in se nadaljevala predvsem v času njegovega sina Tita Flavija (79–81 n. š.). 
Po rimsko-judovskem zgodovinarju Jožefu Flaviju (37–ok. 100) so delo opravili judovski sužnji. Jude so zasužnjili po osvojitvi Jeruzalema leta 70. Druge ujetnike so poslali v Rim, kjer so morali graditi Kolosej. Predor/kanal je bil v celoti dokončan šele v času vladavine Antonina Pija (138–161 n. št.). Zadnji delavci so bili rimski legionarji.
Večina predora/kanala je nedotaknjena in ga je mogoče obiskati peš. V steni kanala je nekaj skalnih grobnic. 

## Slavna meščana
Najslavnejša meščana Selevkije sta bila Apolofan, zdravnik Antioha III. Velikega (3. stoletje), in Firm, ki je v Palmiri in Egiptu zanetil upor proti Rimu leta 272.